# 인간 인터페이스 장치
인간 인터페이스 장치(Human interface device, HID)란 컴퓨터 주변 기기 중 사용자 인터페이스를 담당하는 것을 뜻한다. 즉 대부분은 인간으로부터 입력을 받으며, 일부는 출력 기능을 갖추기도 한다. 한편 인간 인터페이스 장치(HID)라는 용어는 대개 USB의 장치 규격 중 하나인 USB 인간 인터페이스 장치 유형을 가리킨다. 이 때 HID는 인간이 컴퓨터 시스템의 작동을 제어하기 위해 사용하는 장치의 대부분을 제시한다.(The HID class consists primarily of devices that are used by humans to control
the operation of computer systems.)

## 같이 보기
- 인간-컴퓨터 상호 작용
- 주변기기